# Fusil Spencer
El Spencer era un fusil de palanca con amartillamiento manual, alimentado con cartuchos desde un depósito tubular. Fue adoptado por el Ejército de la Unión, especialmente por la Caballería, durante la Guerra de Secesión, aunque no reemplazó a los fusiles de avancarga estándar empleados en aquel entonces. La carabina Spencer era una versión más corta y ligera.  

## Descripción
Su diseño fue terminado por Christopher Spencer en 1860, siendo un fusil de palanca alimentado desde un depósito tubular y que empleaba el cartucho de percusión anular .56-56 Spencer. Al contrario de las posteriores designaciones de cartuchos, el primer número indicaba el diámetro del casquillo después de la pestaña, mientras que el segundo número indicaba el diámetro de la boca; la bala tenía un diámetro de 13,2 mm (0.52 pulgadas). Los cartuchos tenían una carga propulsora de 2,9 g (45 granos) de pólvora negra.

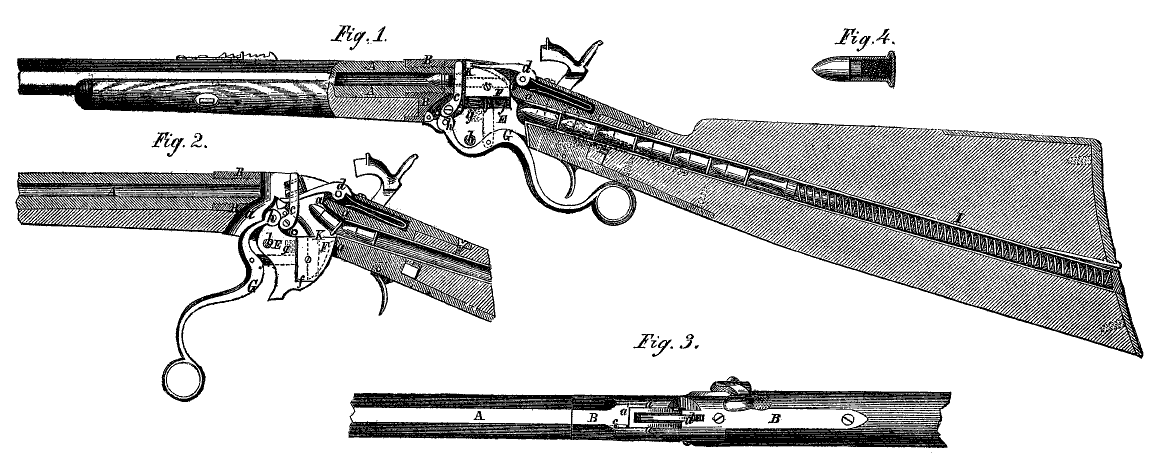
Diagrama del fusil Spencer, que muestra el depósito tubular dentro de la culata.

Para usar el Spencer, debe accionarse su palanca para extraer el casquillo vacío de la recámara e introducir un nuevo cartucho desde el depósito. Al igual que en el Springfield Modelo 1873, el martillo debía armarse manualmente por separado. El arma empleaba cartuchos de percusión anular con casquillos de cobre, basados en la patente de Smith & Wesson de 1854. Estos iban almacenados en un depósito tubular con capacidad para 7 cartuchos. Un resorte dentro del depósito permitía disparar los cartuchos uno tras otro. Una vez vacío, el depósito podía ser rápidamente llenado tanto con cartuchos individuales, o desde un aparato llamado Caja de Cartuchos Blakeslee, que contenía hasta 13 (también 6 y 10) tubos con 7 cartuchos cada uno, que podían vaciarse en el depósito tubular situado dentro de la culata.
Se crearon versiones del cartucho original tales como el .56-52, el .56-50 e incluso unos cuantos .56-46, que eran versiones acortadas del .56-56. La longitud del cartucho estaba limitada a unos 44,45 mm (1.75 pulgadas) por el tamaño de la acción, mientras que los cartuchos posteriores empleaban una bala de menor calibre y más ligera con una mayor carga propulsora para aumentar el poder y el alcance respecto al cartucho original .56-56, que aún siento tan potente como el fusil de avancarga de 14,7 mm de la época, tenía poca potencia para los estándares de otros primigenios cartuchos tales como el .50-70 Government y el .45-70.

## Historia
Al inicio, el conservadurismo del Departamento de Guerra demoró su introducción en servicio. Sin embargo, Christopher Spencer fue capaz de obtener una audiencia con el presidente Abraham Lincoln, que su vez lo invitó a un concurso de tiro y demostración de su arma. Lincoln quedó impresionado con el arma, y ordenó el inicio de su producción.
El fusil Spencer fue adoptado primero por la Armada de los Estados Unidos, siendo a su vez adoptado por el Ejército de los Estados Unidos y empleado durante la Guerra de Secesión, donde fue un arma popular. Los Estados Confederados de América ocasionalmente capturaban algunos de estos fusiles y su munición, pero, como no podían fabricar los cartuchos debido a la escasez de cobre, su capacidad de tomar ventaja de los fusiles fue limitada. Entre las notables batallas donde fue empleado por primera vez figuran la Batalla de Hoover's Gap (donde la "Brigada Relámpago" del Coronel John T. Wilder demostró el poder de fuego de los fusiles de repetición) y la Campaña de Gettysburg, donde los dos regimientos de la Brigada de Míchigan (al mando del Brigadier general George Armstrong Custer) los emplearon en la Batalla de Hanover y en el Cuadro de Caballería del este. Mientras la guerra progresaba, los Spencer fueron empleados por varios regimientos de Caballería e Infantería Montada de la Unión, ofreciéndole al Ejército de la Unión una potencia de fuego adicional frente a sus contrapartes del Ejército de los Estados Confederados. John Wilkes Booth, el asesino del Presidente Lincoln, estaba armado con una carabina Spencer al momento de su captura y muerte.

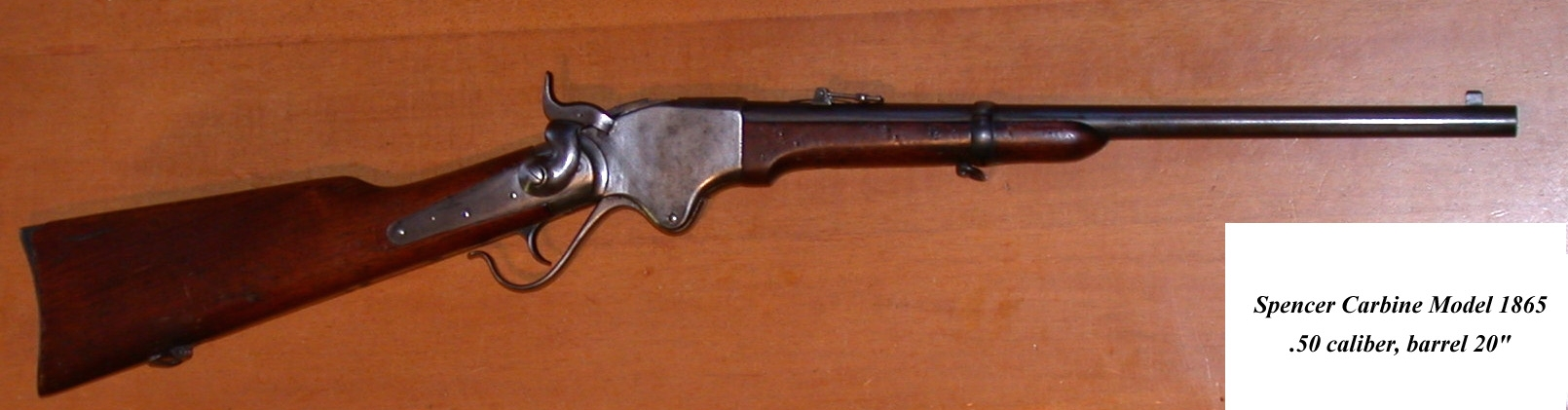
Carabina Spencer 1865, de 12,7 mm (.50).

El Spencer demostró ser muy fiable bajo condiciones de combate, con una cadencia sostenida de más de 20 disparos por minuto. Comparado con los fusiles de avancarga estándar, con una cadencia de 2-3 disparos por minuto, esto representaba una significativa ventaja táctica. Sin embargo, aún no se habían desarrollado tácticas efectivas para tomar ventaja de la alta cadencia de disparo. Igualmente, la cadena de suministro no estaba equipada para transportar la munición adicional. Sus detractores también se quejaban de que la cantidad de humo generado era tal, que dificultaba la visión del enemigo.
Una de las ventajas del Spencer era que su munición resistía al agua y era dura, pudiendo resistir el constante desgaste estando almacenada por largo tiempo, como en la Incursión de Wilson. La historia cuenta que cada cartucho Sharps de papel y lino transportado en los carros de suministro era totalmente inútil tras estar almacenado mucho tiempo. El cartucho Spencer no tenía tal problema.
A fines de la década de 1860, la compañía Spencer fue vendida a la Fogerty Rifle Company y finalmente a la Winchester. Varias carabinas Spencer fueron posteriormente vendidas como material sobrante a Francia, donde fueron empleadas en la Guerra franco-prusiana en 1870.
Aunque la compañía Spencer se disolvió en 1869, la munición fue fabricada en los Estados Unidos hasta la década de 1920. Posteriormente, varios fusiles y carabinas fueron modificados para emplear cartuchos de percusión central, pudiendo disparar el cartucho .50-70 con casquillo de latón. Aún puede obtenerse munición de serie en el mercado especializado.

## Usuarios
- Estados Unidos
  - Ejército de Estados Unidos
  - Armada de los Estados Unidos
- Estados Confederados de América
- Francia
- Imperio del Brasil
- Imperio del Japón
- 1862-1887 República Federal de México División del Norte